# Uranophora alterata
Uranophora alterata là một loài bướm đêm thuộc phân họ Arctiinae, họ Erebidae.